# Герольд, Август
Август Герольд (нем. August Karl Herold; 7 августа 1902, Неккарзульм — 8 января 1973, Неккарзульм) — немецкий селекционер винограда.

## Биография
Родился 7 августа 1902 в Неккарзульме. В 1925 году закончил сельскохозяйственный колледж Гогенгейма (ныне Гогенгеймский университет) и почти сразу, с 1926 года, приступил к работе на селекционной станции в Наумбурге, где проработал до 1928 года.
С 1928 года возглавлял виноградарскую селекционную станцию в Вайнсберге, которая тогда называлась Вюртембергский институт селекции и прививки винограда (нем. Württembergischen Anstalt für Rebenzüchtung und Rebenpfropfung).
В 1941 году был призван в Вермахт и отправлен на Восточный фронт, где[где?][когда?] и попал в плен. Из плена вернулся в 1948 и снова приступил к работе на селекционной станции в Вайнсберге, которая теперь называлась Государственный научно-исследовательский институт виноградарства и помологии в Вайнсберге (нем. Staatliche Lehr- und Versuchsanstalt für Wein- und Obstbau Weinsberg (LVWO)), где трудился до своего ухода на пенсию в 1964 году.
Умер 8 января 1973 (70 лет) в Неккарзульме.

## Научная деятельность
Основной вклад Герольда в виноградарство, это научно обоснованная программа выведения сортов винограда, результатом которой были такие сорта, как Хельфенштейнер, Герольдребе, Дорнфельдер и Кернер.